# 黃鼠狼I驅逐戰車
黃鼠狼I（德文： Marder I），是在第二次世界大戰期間由納粹德國所開發的自行反坦克炮（或稱坦克驅逐車）。是由1940年對法國戰役中，所擄獲的數百輛做為火砲牽引車・装甲運輸車的37L Lorraine牽引車（Tracteur Blinde 37L "Lorraine"）為基礎，搭載7.5 cm PaK 40反坦克炮所完成。
制式名稱為7.5cm 40式1型反坦克炮搭載Lorraine牽引車（f）型自走砲（7.5cm PaK40/1 auf Geschützwagen Lorraine Schlepper (f)），Marder字面即為「黃鼠狼」的意義。制式編號為 Sf.Kfz. 135。
雖說制式採用的規格底盤為Lorraine牽引車，但是也有些說法是將許多不同款淘汰的法軍戰車所改造搭載的7.5 cm PaK 40反坦克炮的同類型車款，均列為貂鼠I。

## 概要
從1941年德國發動巴巴羅薩作戰的初期開始、德國國防軍始終不滿足於牽引式的反坦克砲與I號自行反坦克炮這樣的裝備，而覺得必須要有更富有機動性、更強力的反坦克武器。而此一要求在1941年末期變成了緊急課題，因為蘇聯投入了新型的T-34與KV-1等戰車。
做為暫時的解決策略，德軍先打算將已經过时的II號坦克，以及擄獲的Lorraine牽引車此類車輛，均改裝成自行反坦克炮。而這就是黃鼠狼系列的由來，搭載了7.5 cm PaK 40/1反坦克炮或是由蘇聯大量擄獲的F-22 76mm野砲所改造出來的7.62 cm PaK 36(r)反坦克炮。

## 開發過程
黄鼠狼I是於1942年5月，由在Lorraine底盤上安裝7.5cm PaK 40 反坦克炮所開發出來的。由於本車原本就將引擎配置於車体中央，是非常適合自行反坦克炮的設計。而在撤除車体後部的兵員乘坐用空間之後，代以安裝火砲以及設置開放式的戰鬥室。不過戰鬥室僅由10～9mm厚的裝甲板所構成，僅能防護成員免於輕兵器及砲彈破片的傷害，無法防護來自敵方戰車的砲擊。
在1942年的7-8月間，約有170輛的黄鼠狼I是由前述的Lorraine牽引車所改造的。另外有其他的法軍戰車如Hotchkiss H39與FCM 36等等，每次以數十輛為單位所改造出來的自行反坦克炮，這些也常被列入黄鼠狼I之中。

## 戰績
最初的一批貂鼠I型在1942年投入了東部戰線，配備於步兵師團戰車驅逐（Panzerjäger）大隊。但是這些貂鼠I型在後續車型如貂鼠II型、貂鼠III型出現後，就陸續被後送回法國境內使用。主要理由是因為Lorraine牽引車以及其他法軍戰車底盤，在法國會比較容易由當地其他的法軍車輛來取得、挪用零件的關係。而在聯軍登陸諾曼第的前後，配備於大西洋防線的幾個裝甲師由於戰車不足，許多都是以法軍戰車底盤改造的貂鼠I型來填補缺額。

## 裝備部隊
| 師                   | 營                            | 時間                    |
| -------------------- | ----------------------------- | ----------------------- |
| 第31步兵師           | 第31反坦克營                  | 1942年八月 - 1943年12月 |
| 第35步兵師           | 2.Kp./第35反坦克營            | 1942年9月 - 1943年12月  |
| 第36步兵師（摩托化） | 4.Kp./第38反坦克營            | 1942年10月 - 1943年1月  |
| 第72步兵師           | 3.Kp./第72反坦克營            | 1942年9月 - 1943年12月  |
| 第206步兵師          | 1./Pz. Jg.Schn.第206反坦克營  | 1943年1月 - 1943年12月  |
| 第256步兵師          | 5./Pz. Schnelle-第256反坦克營 | 1942年11月 - 1944年4月  |